# Daniel J. Travanti
Daniel J. Travanti est un acteur américain, né le 7 mars 1940 à Kenosha, Wisconsin (États-Unis). Son rôle emblématique est Frank Furillo de la série Capitaine Furillo qui marque les années 1980.

## Filmographie

### Cinéma
- 1965 : Who Killed Teddy Bear : Carlo
- 1971 : L'Organisation (The Organization) : Sergent de police Leo Chassman
- 1976 : Monsieur Saint-Ives (St. Ives) : Johnny Parisi
- 1980 : C'est mon tour (It's My Turn) : Un interviewer
- 1988 : Midnight Crossing : Morely Barton
- 1989 : Millenium : Dr Arnold Mayer
- 1990 : Megaville : Duprell
- 1992 : Hello Stranger
- 1992 : Skin
- 1995 : Juste cause : Warden
- 1995 : Shao Nu xiao yu : Mario Moretti

- 2000 : Something Sweet : Harrison
- 2002 : For Earth Below : Dr Wayne
- 2002 : Design de Davidson Cole : Peter Mallow

### Télévision
- 1958 : Hallmark Hall of Fame (série télévisée) : Un soldat Britannique
- 1964 : Route 66 (série télévisée) : Marty Johnson
- 1964 : The Patty Duke Show (série télévisée) : Rock
- 1964 : The Reporter (en) (série télévisée) : Cutler
- 1964 : Les Accusés (The Defenders) (série télévisée) : Détective Russo
- 1964-1965 : The Nurses (série télévisée) : Dr. Van Houten / Patrouilleur Sanders
- 1965 : Gidget (série télévisée) : Tom Brighton
- 1966 : Des agents très spéciaux (The Man from U.N.C.L.E.) (série télévisée) : Luca
- 1966 : Perry Mason (série télévisée) : Barney Austin
- 1966 : Flipper le dauphin (série télévisée) : Commandeur Willard
- 1967 : Perdus dans l'espace (Lost in Space) (série télévisée) : Le hippie de l'espace
- 1968 : Call to Danger (Téléfilm) : John Henderson
- 1968 : Cent filles à marier (Here Come the Brides) (série télévisée) : Sullivan
- 1968 : Ranch L (Lancer) (série télévisée) : Dan Cassidy
- 1968, 1970 et 1972 : Sur la piste du crime (The F.B.I.) (série télévisée) : Billy Jake Lyle / Harry Cando / Roy Donald Blake
- 1969 et 1971 : La Nouvelle Équipe (The Mod Squad) (série télévisée) : George / Milo
- 1970 : Bracken's World (en) (série télévisée) : Strangler
- 1970 : The Love War (Téléfilm) : Ted
- 1970 : The Most Deadly Game (en) (série télévisée) : Roland King
- 1970 : Médecins d'aujourd'hui (Medical Center) (série télévisée) : Dr. Fredericks
- 1971 : The Interns (série télévisée) : Harry Random
- 1971 : Mannix (série télévisée) : Tom Stabler
- 1972 : Cannon (série télévisée) : L.K. Ferris
- 1972 : Mission impossible (série télévisée) : Tony Gadsen
- 1973 : Love Story (série télévisée) : Frank
- 1973, 1975 et 1976 : Barnaby Jones (série télévisée) : Fred Bender / Lloyd Kilgore / Lon Stevens
- 1974 : The Bob Newhart Show (série télévisée) : Mr. Gianelli
- 1974 : Gunsmoke (série télévisée) : Carl / Aaron Barker
- 1974 et 1976 : Kojak (série télévisée) : Capitaine Badaduchi / Lieutenant Charles Danena
- 1975 : Phyllis (série télévisée) : Brad
- 1977 : Family (série télévisée) : Benjamin Maxwell
- 1978 : L'Ancien Testament (Greatest Heroes of the Bible) (série télévisée) : Shammah
- 1979 : Hôpital central (General Hospital) (série télévisée) : Spence Andrews
- 1979 : Pour l'amour du risque (Hart to Hart) (série télévisée) : Edgar
- 1980 : Côte Ouest (Knots Landing) (série télévisée) : Lieutenant Steinmetz
- 1981 - 1987 : Capitaine Furillo (Hill Street blues) (série télévisée) : Capitaine Frank Furillo
- 1983 : A Case of Libel (Téléfilm) : Boyd Bendix
- 1983 : Adam (Téléfilm) : John Walsh
- 1984 : Aurora (Qualcosa di biondo) de Maurizio Ponzi : David Ackermann
- 1986 : Murrow (Téléfilm) : Edward R. Murrow
- 1986 : Adam: His Song Continues (Téléfilm) : John Walsh
- 1988 : I Never Sang for My Father (Téléfilm) : Gene Garrison
- 1989 : Fellow Traveller (Téléfilm) : Jerry Leavy
- 1989 : Howard Beach: Making a Case for Murder (Téléfilm) : Joe Hynes
- 1991 : I Remember You (Téléfilm)
- 1991 : Tagget (Téléfilm) : John Tagget
- 1991 : Eyes of a Witness (Téléfilm) : Roy Baxter
- 1991 : Screen Two (série télévisée) : Jerry Leavy
- 1992 : The Christmas Stallion (Téléfilm) : Alan
- 1992 : Pleure pas ma belle (Weep No More, My Lady) (Téléfilm) : Ted
- 1992 : Trial and Error (Téléfilm) : Host
- 1993-1994 : Missing Persons (série télévisée) : Lt. Ray McAuliffe
- 1993 : In the Shadows, Someone's Watching (Téléfilm) : Drum London
- 1994 : Une femme en péril (My Name Is Kate) (Téléfilm) : Hal Bannister
- 1995 : Beauté interdite (The Wasp Woman) (Téléfilm) : Dr. Zinthorp
- 1995 : Au-delà du réel : l'aventure continue (The Outer Limits) (série télévisée) : Thornwell (Épisode 1.22 : La voix de la raison).
- 1996 : To Sir, with Love II (Téléfilm) : Horace Weaver
- 1997 : Poltergeist : Les Aventuriers du surnaturel (Poltergeist: The Legacy) (série télévisée) : William Sloan
- 2005 - 2006 : Prison Break (série télévisée) : Président Richard Mills
- 2006 : Si près de moi ! (Murder in My House) (Téléfilm) : Stran Douglas
- 2008 : Grey's Anatomy (série télévisée) : Barry Patmore
- 2013 : Petit mensonge et grand mariage (One Small Hitch) : Max Shiffman
- 2016-2017 : NCIS : Los Angeles  (série télévisée) : Garrison

## Récompenses et nominations

### Récompenses
- Emmy Award 1981 : Meilleur acteur dans une série dramatique dans Hill Street blues
- Emmy Award 1982 : Meilleur acteur dans une série dramatique dans Hill Street blues
- Golden Globe Award 1982 : Meilleur acteur dans une série dramatique dans Hill Street blues